# Mr. Queen
Mr. Queen (Hangul: 철인왕후; Cheorinwanghu) is een Zuid-Koreaanse dramaserie die van 12 december 2020 tot 14 februari 2021 door tvN werd uitgezonden. In de hoofdrol speelden Shin Hye-sun en Kim Jung-hyun.
De serie draait om chef-kok Jang Bong Hwan die vanuit het heden terechtkomt in het lichaam van de historische koningin Kim So Yong.

## Rolverdeling
- Shin Hye-sun - Kim So-yong, koningin Cheorin
- Kim Jung-hyun - Yi Won-beom, koning Cheoljong